# Князятов, Константин Павлович
Константин Павлович Князятов (1928—1982) — конструктор вычислительной техники, программ для зенитных ракетных комплексов, радиолокационных станций, лауреат Государственной премии СССР.
Родился 2 июня 1928 года в городе Талдом Московской области.
Окончил Московский энергетический институт (1952).
С 1953 года работал в КБ-1 (НПО «Алмаз») в должностях от инженера, старшего и ведущего инженера до заместителя главного конструктора системы.
Заместитель начальника, с 1966 начальник тематической лаборатории 301/7 по внедрению в системы ПВО вычислительных средств, преобразованной в 1968 г. в отдел 310/Б, затем — отдел 314.
Один из инициаторов внедрения вычислительных средств в системы ПВО. Руководил разработкой вычислительной техники, программ зенитных ракетных комплексов, радиолокационных станций систем С-200, «Азов», С-300П.
Кандидат технических наук. Автор научных публикаций, получил 8 авторских свидетельств на изобретения.
Лауреат Государственной премии СССР (1970), премии имени академика А. А. Расплетина. Награждён двумя орденами Трудового Красного Знамени (1968, 1980), орденом «Знак Почёта» (1958), медалями.
Умер в Москве 11 ноября 1982 года в результате болезни, развившейся ещё в военное время.